# Киричок, Борис Игнатьевич
Борис Игнатьевич Киричок (род. 27 сентября 1926, Дмитровка, Черниговская область) — советский и украинский педагог, краевед Черниговщины. Исследователь локальной истории Бахмачского района. Также филателист.

## Биография
Родился в семье сословного казака Игната Кирилловича и Варвары Платоновны Киричок. В 1938 году отца Бориса арестовали органы НКВД СССР и расстреляли как «врага народа» в тюрьме. После отступления советских войск из Дмитровки осенью 1941 года начал вести дневник — это труд стал единственным в своём роде источником по истории Дмитровского и Бахмачского района во время Великой Отечественной войны.
После освобождения Дмитровки Киричок в тылу доставлял пакеты из районного в областной военкомат. Затем Киричка мобилизовали в Советскую армию, он был определён в спецроту 102-го артиллерийского полка. В учебной части изучал радиотехнику. Принял участие в советско-японской войне. В 1948 году окончил приморскую заочную среднюю школу на Зелёном Клину.
В 1950 году демобилизовался и добился возвращения в УССР, где в 1952—1958 годах работал учителем средней школы в селе Григоровка (Бахмачский район), а затем 35 лет — директором средних школ. В частности, в 1960—1962 — директор средней школы в селе Красный Колядин (Талалаевский район), 29 лет возглавлял школу в родной Дмитровке.
Борис Киричок был лояльным к советской власти, тем не менее занимался сбором альтернативной истории края. Он имел широкие связи среди интеллигенции Черниговской области, был частым гостем в Музее Михаила Коцюбинского в Чернигове. Однако большинство своих находок он отправлял на сохранение. Только после провозглашения независимости Украины начал систематическую издательскую деятельность.
Двумя изданиями (2005 и 2008) вышла книга Бориса Киричка о посёлке городского типа Дмитровке — «Очерки по истории Дмитровки». Его книга «Черниговщина и почта» на XI Национальной выставке получила серебряную медаль, а книга «Товарищ министра» — бронзовую медаль на XIII Национальной выставке.
Обозреватель краеведческой литературы Евгений Букет дал высокую характеристику произведениям:

После выхода в свет в 2008 году «Очерков по истории Дмитровки» учитель Борис Киричок решил шире взглянуть на историю родного Бахмачского района Черниговской области. Своим знаменитым землякам он посвятил две новые книги: «Глубокие корни» и «Товарищ министра». Борис Игнатьевич — активный автор местной прессы. Поэтому издание в публицистическом стиле рассказывают о более сотни выдающихся людей, которых судьба связала с Бахмаччиной, с Чернигово-Сиверщиной. Любознательный читатель найдёт здесь информацию и об украинских гетманах, и об академиках, и о первом и последнем Президенте СССР Михаиле Горбачёве. Книги хорошо проиллюстрированы, легко читаются и могли бы стать изюминкой любой библиотеки, если бы не традиционный для краеведческих изданий минимальный тираж.

Среди увлечений Киричка — филателия. Участвовал в четырёх национальных выставках, где получил дипломы, бронзовую и серебряные медали.

## Труды
- Нариси з історії Дмитрівки. — К.: [б.в.], 2005. — 111 с.: фотоіл. — Бібліогр.: с. 111.
- Нариси з історії Дмитрівки. — Вид. 2-е, випр. і допов. — К.: [б. в.], 2008. — 176 с. : іл. — Бібліогр.: с. 175.
- Чернігівщина і пошта: (розвідка краєзнавця). — Ніжин: Аспект-Поліграф, 2008. — 264 с.: іл., [4] арк. фотогр. — Бібліогр.: с. 259—262. — ISBN 978-966-340-293-2
- Глибоке коріння: Нариси до історії рідного краю. — Ніжин: Аспект-Поліграф, 2010. — 297 с.: іл. — 300 прим. — Бібліогр.: с. 292—293.
- Товариш міністра: Нариси до історії рідного краю. — Ніжин: Аспект-Поліграф, 2011. — 302 с.: іл.
- Не хлібом єдиним: Нариси до історії Чернігово-Сіверщини. — Ніжин: Аспект-Поліграф, 2013. — 279 с.
- Прагненням до суспільних справ. — Вінниця: ФОП Рогальская І. О., 2016. — 308 с.